# MF 67

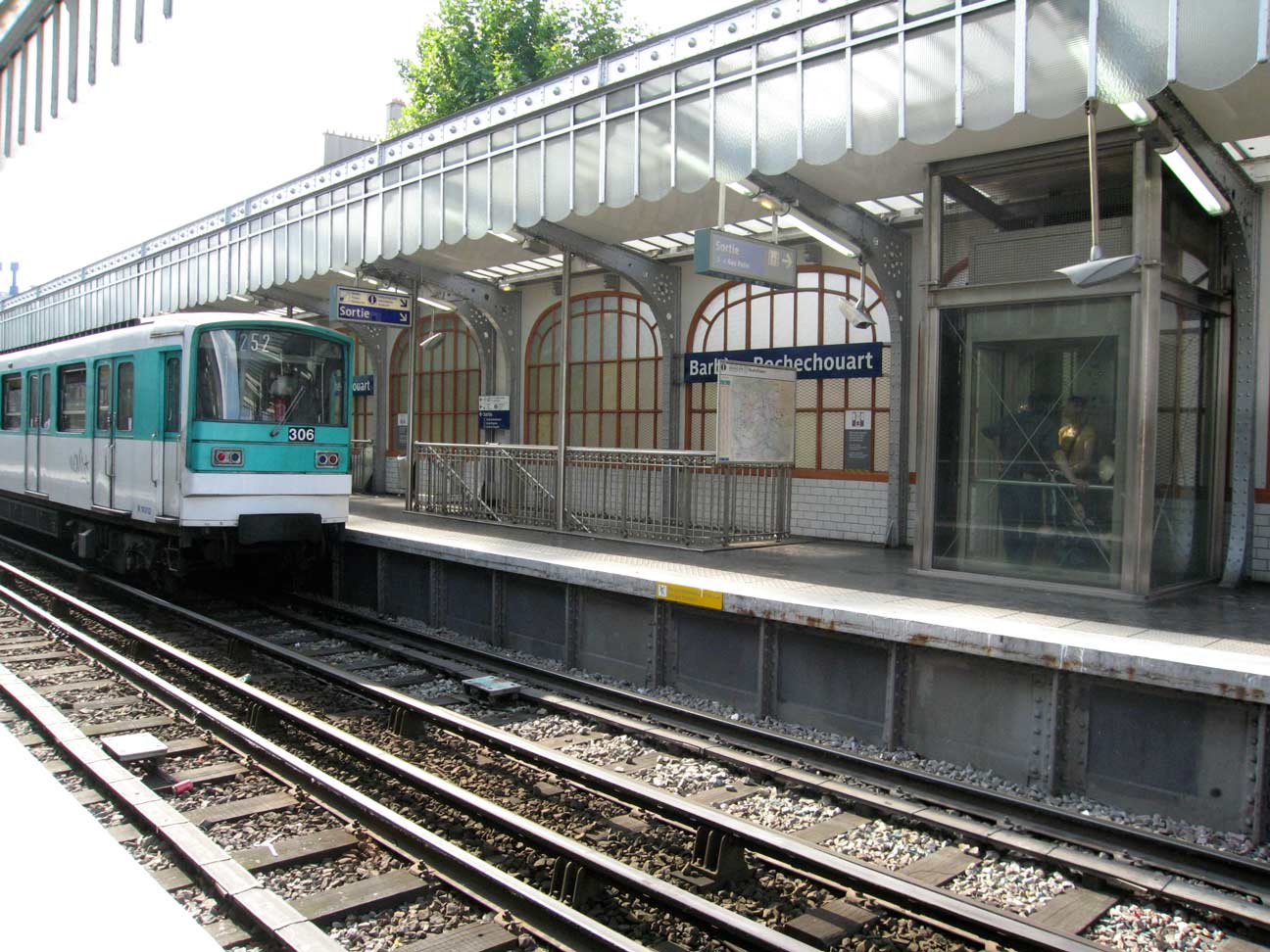
Tren MF 67 en la estación Barbès-Rochechouart.

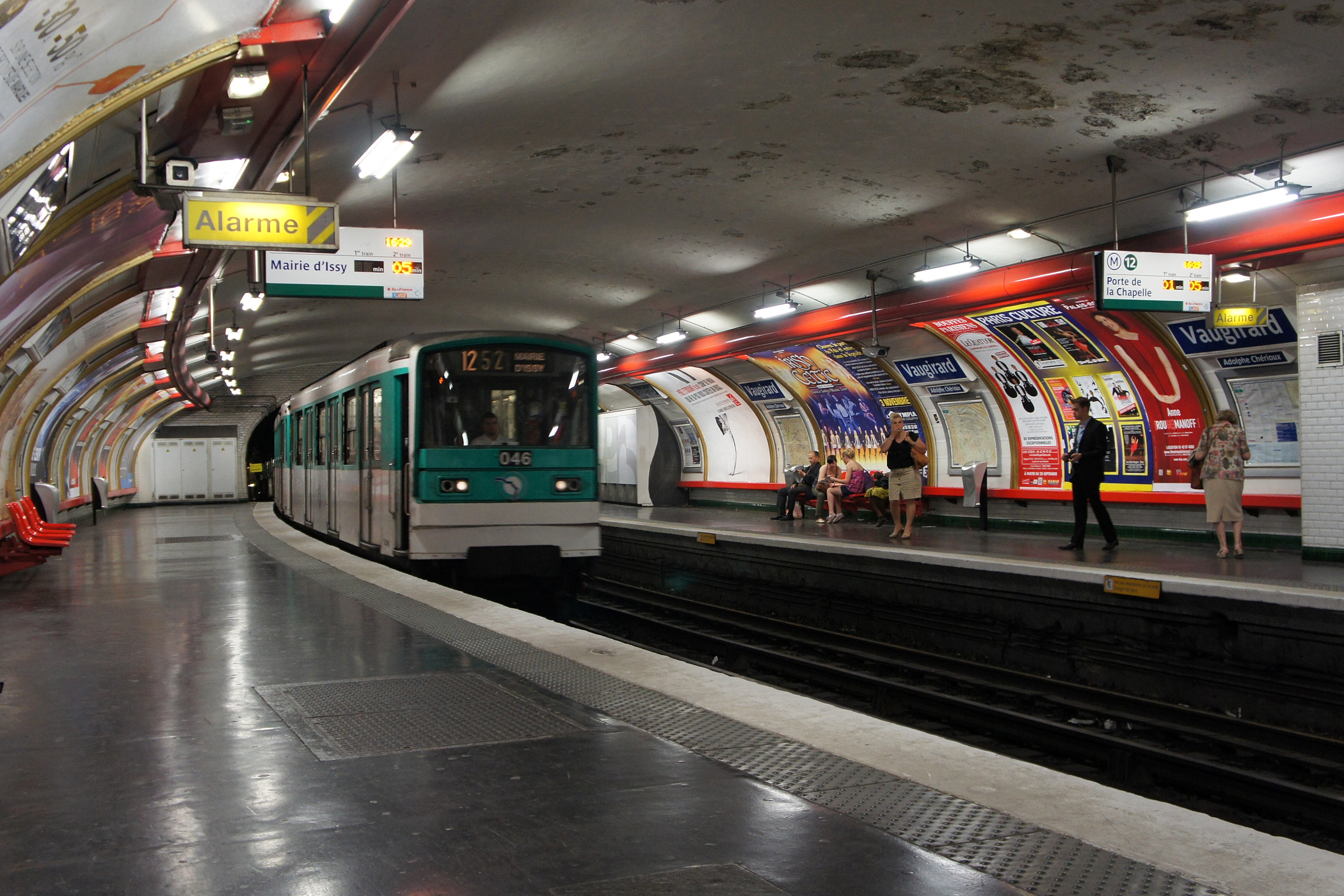
Tren MF 67 en la estación Vaugirard.

El MF 67 (Matériel roulant sur Fer 1967) es el primer modelo de tren de rodadura férrea del Metro de París, diseñado y construido por Brissonneau et Lotz y CIMT en Francia. En total son 217 trenes (6 formados de tres unidades y 211 de cinco unidades), y circulan por las líneas 3, 3 bis, 10 y 12 del Metro de París. 
El resto de líneas de rodadura convencional se encuentran equipadas con trenes MF 77 (líneas 7, 8 y 13), MF 88 (línea 7 bis) y MF 01 (líneas 2, 5 y 9).
El final de su vida útil y retiro del sistema comenzaría en 2025 con la llegada de un nuevo material rodante denominado como MF 19, mismo que reemplazaría a los MF 77 y MF 88.

## Una conversión costosa
La RATP para convertir sus líneas era de material neumático (MP) ya que dio plena satisfacción. Pero las conversiones de las líneas 1 y 4 eran muy caros, no solo por los costes adicionales, sino también por el trabajo de desarrollo que duraría hasta 3 años.
Con todas las líneas para reemplazar, el trabajo habría durado hasta el final del siglo, que habría alargado el movimiento de ciertos trenes Sprague-Thomson hasta 80 años.
Gracias a los avances en el rendimiento técnico, podría comparar el material a las ruedas en el acero al equipo neumático, a condición de que no está llena con la adhesión de los carriles y el uso de los frenos dinámicos. De este modo, podría renovar los trenes en 18 meses (en pocos meses).
La RATP decidió en junio de 1966 poner la orden cuarenta trenes de cinco vagones y dos trenes de preproducción de seis coches ; se seleccionaron dos empresas: Brissonneau et Lotz y CIMT. Veintidós de estos trenes fueron puestos en servicio en la Línea 3 y veinte en la 9 entre 1968 y 1971.

## Los MF 67
Los MF 67 se produjeron entre 1967 y 1976 en varias sub-series:

### Subconjuntos originalmente
- MF 67 A : 40 trenes en total adhesión (compuesta solo de la conducción), incluyendo 20 camiones de un solo motor -  dice A1 - (coches numerados M.10011 al M.10050, N.11011 al N.11050, NA.12011 al NA.12030). y 20 con los ejes motores dobles para la línea 9, dijo A2, (coches numerados M.10051 al M.10090, N.11051 al N.11090, NA.12031 al NA.12050). Estos últimos tienen un sonido muy particular y son fácilmente reconocibles, aunque la mayoría de sus camiones ya han sido sustituidas por las de algunos MF 67 E reformada, mientras que otros fueron colocados en otros coches que no contaban con el original (por ejemplo N.11197, N.11200, N.11205 ...) y por lo tanto pierde el ruido característico.

- MF 67 B : 6 coches ; esta pequeña serie se diseñó para probar varios dispositivos, pero se mantuvo en la fase de prototipo. Había dos sub-series, B1 incluyendo los coches M.10020, M.10024, M.10025 y M.10028 como B2, incluyendo los coches M.10054 y N.11054. Fueron entregados al tipo inicial.

- MF 67 C : 68 trenes de adhesión total, incluyendo 22 con bogies diseñados para un solo motor en la línea 3, dijo C1 (coches numerados M.10091 al M.10134, N.11091 al N.11134, NA.12051 al NA.12072) y 46 con bogies individuales para la línea 7, dijo C2 (coches numerados M.10135 al M.10227, N.11135 al N.11227, NA.12073 al NA.12118).

- MF 67 CX : 16 remolques, para complementar la flota (coches numerados N.11228 al N.11234, NA.12120 al NA.12128), los coches N.11234 y NA.12128 fueron los prototipos equipados como puertas de enchufe como el MF 77.

- MF 67 D : 363 remolques para hacer y crear una nueva formación para los cursos existentes, una adhesión parcial. El tipo D incluye los remolques S (con cabina de conductor), A y B de la sub-serie E y F. Aparte de los tres conjuntos aún entrenados completamente consolidado (aunque todavía con uno o dos motores inactivos), en la actualidad (noviembre de 2011) todos los MF 67, excepto el E y F son parte del tipo D, ya que la adhesión a parcial (Coches numerados S.9011 a S.9166, A.13011 a A.13072 y B.14011 a B.14155). Esta serie incluye solo los remolques sencillos básicos.

- MF 67 E : 56 trenes con bogies individuales y de frenado regenerativo para equipar la línea 8 (1974-1975). Estas fueron utilizadas en la línea 2 (48 trenes) y la línea 7 bis (8 trenes de 4 coches, remolques B se ha eliminado). Estos últimos fueron devueltos (después de la reconstitución con 5 coches) en la línea 10 con la llegada de MF 88, pero con tres trenes de la línea 2. Los coches están numerados en M.10301 a M.10412, N.11301 a N.11356, A.13301 a A.13356, B.14301 a B.14356, los contados M.10413 y M.10414 ser impulsada reserva.

- MF 67 F : 51 trenes de bogies con un solo motor, suspensión neumática y frenos de recuperación. Apareció en las líneas 7, 7 bis, 13 - y se entregan desde 1974 hasta 1976 - el MF 67 F ahora circulan en la línea 5 desde mediados de la década de 1980. Los coches están numerados en M.10501 a M.10602, N.11501 a N.11551, A.13501 a A.13551, B.14501 a B.14551, los contados del M.10603 y M.10604 ser impulsada reserva.

El MF 67 E y F se entrega con la nueva librea azul, apareció en 1974 con la MP 73.
En 2004, el MF 67 D de la Línea 3 comenzó a ser renovado por estar equipado con dicho dispositivo Audible y visual Anuncios automático (ASVA) con una nueva pintura en el panel frontal, en negro.

### Los trenes o coches especiales MF 67
Algunos vehículos (trenes rara vez completos) son, sin embargo, una peculiaridad. De hecho, han sido objeto de algunas modificaciones o sirvieron como prototipos para nuevas instalaciones:
- 12001 o W1 : Primer MF 67, dijo W1, emitido el 14 de diciembre de 1967.

Idéntica a MF 67 A1 (adherencia total, de modo), pero con un remolque adicional - que se utiliza para hacer pruebas parciales de adhesión - contados al B.14001.
- 12002 : Segundo MF 67,  dice W2 y llamada Zebulon, entregado en mayo de 1968, la adhesión total.

Una característica notable de este proceso es que todos los casos son de acero inoxidable, al igual que el 12.001 - o W1 - un remolque se lo entregó a casa - pero esta vez en acero inoxidable - también hacen pruebas de adhesión parcial. Después de algunas pruebas, este tren ha unido a la Centro de Formación USFRT donde permaneció hasta principios de 2011. Ella ahora está destruido, era el único MF 67 a poseer estas características, al igual que los famosos' p'tits grises.
- 12003 o C2A : Penúltimo prototipo, dijo C2A y Candy apodado entregado en 1974.

El tren estaba lleno agarre originalmente vio a dos de su unidad, démotorisées (ver A.13073 y B.14159 abajo). El "C2A" A significa que sus fondos son de aluminio.
- 12004 o C1A : tercer prototipo, dijo C1A, pronunciado en 1973, la adhesión total.

Como el ex-12003, la A significa que sus arcas son de aluminio (algo que será llevado a la MF 77 y 88) y también la formación de adherencias total. Terminó su carrera en el centro de formación. Al igual que el prototipo Zebulon, este MF 67 también fue destruida al mismo tiempo.
- 12119 o CS : Último tren (Original) prototipo, dijo CS, entregado en 1975.

Dos de los coches no son destruidas, pero ya no están en la red de metro, que se encuentra en el N.11226 [altura [de la Briche]] en la frontera de Saint-Denis y Epinay-sur-Seine, que se utiliza para ejercer bomberos brigada de bomberos de París y la M.10226 en la politécnica RATP mentira Noisiel (Seine-et-Marne).
- 13060 : MF 67 D, formación 2, utilizado en la parte central de instrucción y pruebas para futuros sistemas operativos de Huracanes (entregado con una habitación individual). Este tren fue destruida en 2011.

- 13072 : MF 67 D, formación 2, también el centro de formación con la distinción de tener la B.14002, de Zebulon (véase más arriba MF 67 W2), pero repintado.

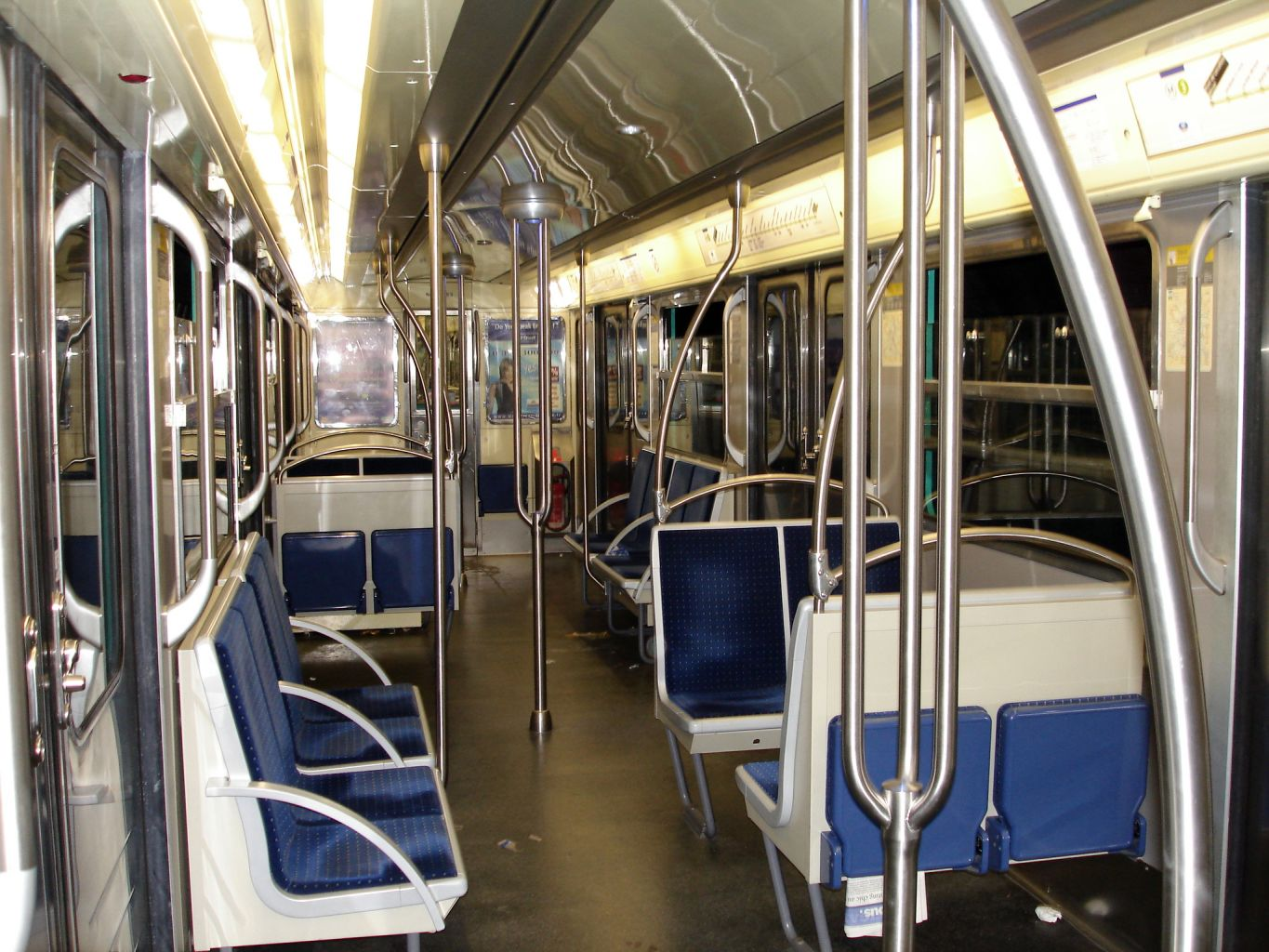
Última serie de reformas (línea 3)

- 13306: MF 67 E, sin el logo frontal de RATP: este tren ahora está reformado.

- 13311, 13314, 13320, 13340, 13341 y 13349 : MF 67 E se encuentra en el centro de USFRT, procedente de la línea 2.

- S.9167 : este coche previamente identificados M.10310 viajando en la línea 2 en 13305. Antes de ser renumerado, el M.10310 sirvió de prototipo. Luego se construyó el tren 12128 en la línea 9 y circulan actualmente por la línea 12 en el tren 12094. El M.10414 - reserva así - ha sustituido a la M.10310 en 13305.

- M.10397 : Motriz de MF 67 E, en 13349 de la línea 2 deje de funcionar (unos diez años), ahora reformado y sustituido por M.10413 también reserva antes.

- N.11159 : este coche ha sido equipada con una ventilación refrigerado. La forma de la cubierta también se diferencia a una supresión de las ventanas laterales pequeñas, este coche está ahora reformado.

- N.11234 y NA.12128 : estos coches tenían las puertas modificado como prototipo para el futuro MF 77, incorporado a la 12128 de la línea 9, pero ya reformado en 1999.

- N.11227 : Este coche fue equipado para una vez que un helicóptero marca actual Alstom Este servicio no es visible hoy en día.

- N.11131 a 11134 : Estos coches fueron el tipo NA, con una nueva numeración como resultado de los NA existentes: 12129 a 12132.

- A.13061, 13067 y 13069 : estos coches fueron convertidos a B y luego pasa a ser, siempre siga los coches existentes, de 14156 a 14158.

- A.13073 y B.14159 : el viejo tren prototipo C2A - la adhesión total a - o números 12003 al principio, vio a dos de sus coches demotorizados: Su NA (12003) se convirtió en A.13073 y uno de los N (11005) se convierten en B.14159. Los coches siguen en el mismo tren, que funciona en la línea 3 que tampoco está renovado.

- M.10338 - B.14326 - N.11302 - M.10320 : la formación de los trenes recompuesto 13319G, 13326, 13302 y 13310; tren llamado "Convoy d'Auteuil", dijo el abastecimiento del taller para Vaugirard, en sustitución de tractores Sprague ex norte-sur (T 241 y T 243).

- B.14311 : prototipo de coche (desde el tren que viajaba pasado 13311 en la línea 2) equipado con refrigeración ventilada. Este tráiler es reformado y sustituido por B.14340 (desde el tren  13340 reformada).

### Matérial Rodante
Para todos existente MF 67, sin importar el tipo, hay composiciones diferentes, llamados "formación" con remolques simples así como de accionamiento, constituido como sigue:
- Formación I: M-B-NA-B-M (43 trenes, línea 3);
- Formación II: M-N-A-B-M (108 trenes en total, líneas 3, 5, 9 y 10);
- Formación III: S-N-NA-N-S (77 trenes en total, líneas 9, 10 y 12);
- Formación IV: M-N-NA-N-M (un apretón tren lleno, línea 3);
- Formación V: M-N-A-M (10 trenes antiguos, obsoletos desde el año 1994, la línea 7 bis);
- Formación VI: M-B-M (6 trenes, línea 3 bis);
- Formación X: S-N-N-N-S (solo un tren, línea 10).

La numeración del coche es la siguiente:
- A.13000: 170 remolques (A.13011 a A.13073, A.13301 a A.13356, A.13501 a A.13551);
- B.14000: 256 remolques simples sin cabina de conductor (B.14011 a B.14159, B.14301 a B.14356, B.14501 a B.14551);
- M.10000: 445 motrices con cabina de conductor (M.10001 a M.10227, M.10301 a M.10414, M.10501 a M.10604);
- N.11000: 341 motrices simples sin cabina de conductor (N.11001 a N.11234, N.11301 a N.11356, N.11501 a N.11551);
- NA.12000: 123 motrices de coche central para conducir (NA.12001 a NA.12005, NA.12011 a NA.12132);
- S.9000: 157 remolques con cabina de conductor (S.9011 a S.9167).

Existía, sin embargo, algunos casos especiales:
- M.10310, ahora S.9167, después de démotorizar;
- NA.12003 y N.11005, respectivamente convertirse en A.13073 y B.14159 ;
- A.13061, A.13067 y A.13069, para convertirse en B.14156 al B.14158 ;
- N.11131 a N.11134, para convertirse en NA.12129 al NA.12132 en 1974.

Algunos vagones de tipo B y S están equipadas con instalaciones para la lubricación de los raíles y por tanto contemplar en la letra G de serie (para indicar "graisseuse").

#### MF 67 D
Hay varios tipos de trenes MF 67 D, que se diferencian entre sí, interna y externamente.
Los trenes de la línea 3 se sometió a una profunda renovación en el período 2004-2007. A pesar de ser el más antiguo existente, su carrera podría continuar hasta el año 2020. Son reconocibles por su característica bastante en el interior con sus asientos longitudinales. Los trenes 043, 3 068 y 073 (antes 003) que circulan no han sido renovadas y todavía tienen su color paja interior original amarillo con asientos de cuero. El tren 073 se unió a la línea 12 después de la restauración interior (ahora se designa con el número 13073, para diferenciarla de la 12073, con el número 073, también en servicio en el 12), mientras que el 043 era el único tren de la adhesión total de la red de RATP y el 3 068 han sido reformados y fue desguazado en 2012. A cambio de la línea 3 se recuperó trenes 129 y 130 de la línea 12, ya diferencia del resto de los trenes en esta línea son y permanecerán en su estado actual (cara verde, no interior específica, asientos anti-laceración de tipo MP 73).
Los trenes de la línea 3 bis al igual que la línea 9 fueron renovadas en el mismo tiempo entre finales de 1994 y 1997 y son reconocibles por sus asientos llamado aparejo cerca del MP 59, así como su frontal de color negro, tales como la línea 3. Al igual que la línea 3 bis es la única red para la composición de tres coches y no tiene asientos plegables debido a la baja asistencia de esta línea. El tren 2 041, aunque renovado, todavía tiene asientos de cuero y las caras frontales verdes.
Por último, al igual que en la línea 10 y la línea 12 sufrió una ligera renovación interior y asientos de cuero de repuesto con el tipo de anti-laceración MP 73 puestos entre 2002 y 2004. La vida de estos trenes es incierto en la medida en la línea 9, que ha renovado los trenes antes deben recibir la MF 01 y dar a sus trenes a estas dos líneas. Su reforma es inevitable a largo plazo.
A principios de 2011, los trenes para la instrucción de pilotos de partida central para mostrar gravemente su edad (que tienen más de cuarenta años y nunca han sido renovados), fueron reemplazados por los trenes MF 67 E recién reformados de la línea 2, son más jóvenes, pero también tenía una pequeña renovación interior. El prototipo Zebulon en acero inoxidable y el prototipo C1A con cajas de aluminio fueron destruidos después de que en el verano de 2011.
El tren 3060 (marcado 060), después de haber sido durante años el centro de instrucción de los conductores, se utilizó desde 2006 hasta 2011 para la realización de pruebas para HURRICANE a Porte de Charenton y recibió un "tren de pruebas" específica rodaje cuando el tren 3072 (marcado 072), la cual, sin embargo, siempre ha estado en el centro de formación para los conductores. Al igual que la otra instrucción de dos trenes, estos dos trenes fueron desechados durante el verano de 2011.
En la línea 9, dos formaciones de trenes MF 67 diferentes coexisten (formación II y formación III), algunos marcados 2 XXX y otros marcados 3 XXX. En esta misma línea, ha hecho circular un tren de viajeros en circulación (2 128) con los coches especiales llamados "El Tanque", que consta de dos rémolques finales simples (S.9130 y S.9167) y tres motrices especiales: la N.11159 equipado con enfriamiento ventilado, con un techo diferente y carece de la pequeña y los NA.12128 y N.11234 equipados con puertas louvoyantes de nuevo más tarde en el MF 77. Fuera del servicio de pasajeros a mediados de los años 1990 y descuidados, este tren ya no existe desde el año 2001 ; solo dos remolques S fueron reasignados a otros trenes.
En la década de 1980 y hasta alrededor de 1995, un tren MF 67 híbrido, tren 111, circuló en la línea 5. El tren 111 tenía la composición M.10024-N.11169-NA.12111-N.11179-S.9042 y era el único elemento de agarre entrenamiento conjunto en cuatro de sus coches en el servicio de pasajeros.
El M.10024 que vino en el tren 017, entonces en servicio en la línea 3, fue reemplazado luego por M.10203, finalmente regresó a su composición original en la década de 2000.
El tren 131 en circulación en la línea 12 se estrelló en el accidente de la estación de Notre-Dame-de-Lorette el 30 de agosto de 2000, el remolque se estrelló de frente (S.9099), fue reformada a la luz de daño excesivo. El resto de este tren (S.9159-N.11038-NA.12131-N.11126) fue colocado en la reserva hasta que se reubicó en la línea 3 a recuperar el coche S.9130 desde el tren "Tank" recién reformado, y la N.11107 en sustitución de la N. que se mantiene como un motor de reserva, de vez en cuando viaja a otros trenes.
| Número  | Composición                              | Estado       | Actividad    |
| ------- | ---------------------------------------- | ------------ | ------------ |
| 001     | M.10002-B.14156-NA.12001-B.14153-M.10001 | En Servicio  |              |
| 002     | M.10004-N.11004-NA.12002-N.11003-M.10003 | Dado de Baja |              |
| 004     | M.10008-N.11008-NA.12004-N.11007-M.10007 | Dado de Baja |              |
| 011     | M.10012-B.14108-NA.12011-B.14111-M.10011 | En Servicio  |              |
| 012     | M.10014-B.14120-NA.12012-B.14115-M.10013 | En Servicio  |              |
| 013     | M.10016-B.14103-NA.12013-B.14107-M.10015 | En Servicio  |              |
| 014     | M.10018-B.14060-NA.12014-B.14031-M.10017 | En Servicio  |              |
| 015     | M.10020-B.14118-NA.12015-B.14117-M.10019 | En Servicio  |              |
| 016     | M.10022-B.14014-NA.12016-B.14013-M.10021 | En Servicio  |              |
| 017     | M.10024-B.14012-NA.12017-B.14011-M.10023 | En Servicio  |              |
| 018     | M.10026-B.14112-NA.12018-B.14113-M.10025 | En Servicio  |              |
| 019     | M.10028-B.14030-NA.12019-B.14045-M.10027 | En Servicio  |              |
| 020     | M.10030-B.14110-NA.12020-B.14109-M.10029 | En Servicio  |              |
| 021G    | M.10032-B.14034-NA.12021-B.14047-M.10031 | En Servicio  |              |
| 022G    | M.10034-B.14054-NA.12022-B.14059-M.10033 | En Servicio  |              |
| 023G    | M.10036-B.14048-NA.12023-B.14021-M.10035 | En Servicio  |              |
| 024G    | M.10038-B.14020-NA.12024-B.14049-M.10037 | En Servicio  |              |
| 025G    | M.10040-B.14051-NA.12025-B.14114-M.10103 | En Servicio  |              |
| 026G    | M.10042-B.14050-NA.12026-B.14037-M.10041 | En Servicio  |              |
| 027     | M.10044-B.14157-NA.12027-B.14026-M.10043 | En Servicio  |              |
| 028     | M.10046-B.14128-NA.12028-B.14127-M.10045 | En Servicio  |              |
| 029     | M.10048-B.14038-NA.12029-B.14039-M.10047 | En Servicio  |              |
| 030     | M.10050-B.14042-NA.12030-B.14043-M.10049 | En Servicio  |              |
| 031     | S.9100-N.11027-NA.12031-N.11020-S.9057   | Dado de Baja |              |
| G032    | S.9018-N.11092-NA.12032-N.11037-S.9095   | Dado de Baja |              |
| G033    | S.9068-N.11143-NA.12033-N.11067-S.9113   | En Servicio  |              |
| 034     | S.9020-N.11112-NA.12034-N.11115-S.9021   | Dado de Baja |              |
| 035     | S.9119-N.11029-NA.12035-N.11025-S.9112   | Dado de Baja |              |
| 036     | S.9118-N.11122-NA.12036-N.11111-S.9108   | Dado de Baja |              |
| 2 037   | S.9150-N.11174-NA.12037-N.11153-S.9149   | En Servicio  |              |
| 038     | S.9145-N.11013-NA.12038-N.11015-S.9077   | Dado de Baja |              |
| G039    | S.9053-N.11089-NA.12039-N.11183-S.9029   | En Servicio  |              |
| 2 040   | S.9103-N.11079-NA.12040-N.11145-S.9076   | En Servicio  |              |
| 041     | S.9114-N.11088-NA.12041-N.11082-S.9124   | En Servicio  |              |
| 042     | S.9051-N.11018-NA.12042-N.11127-S.9121   | Dado de Baja |              |
| 043     | M.10220-N.11214-NA.12043-N.11210-M.10219 | Dado de Baja |              |
| 044     | S.9120-N.11091-NA.12044-N.11030-S.9140   | Dado de Baja |              |
| 045     | S.9043-N.11063-NA.12045-N.11216-S.9142   | Dado de Baja |              |
| 046     | S.9148-N.11137-NA.12046-N.11141-S.9092   | Dado de Baja |              |
| G047    | S.9063-N.11069-NA.12047-N.11075-S.9152   | Dado de Baja |              |
| 048     | S.9075-N.11163-NA.12048-N.11171-S.9154   | En Servicio  |              |
| 049     | S.9035-N.11023-NA.12049-N.11031-S.9109   | Dado de Baja |              |
| G050    | S.9091-N.11224-NA.12050-N.11222-S.9070   | Dado de Baja |              |
| 051     | M.10092-B.14044-NA.12051-B.14017-M.10091 | En Servicio  |              |
| 052     | M.10094-B.14136-NA.12052-B.14135-M.10093 | En Servicio  |              |
| 053     | M.10096-B.14032-NA.12053-B.14155-M.10095 | En Servicio  |              |
| 054     | M.10098-B.14061-NA.12054-B.14139-M.10097 | En Servicio  |              |
| 055     | M.10100-B.14106-NA.12055-B.14105-M.10099 | En Servicio  |              |
| 056     | M.10102-B.14143-NA.12056-B.14144-M.10101 | En Servicio  |              |
| 057     | M.10104-B.14036-NA.12057-B.14140-M.10039 | En Servicio  |              |
| 058     | M.10106-B.14062-NA.12058-B.14063-M.10105 | En Servicio  |              |
| 059     | M.10108-B.14152-NA.12059-B.14151-M.10107 | En Servicio  |              |
| 060     | M.10110-B.14070-NA.12060-B.14071-M.10109 | En Servicio  |              |
| 061     | M.10112-B.14082-NA.12061-B.14083-M.10111 | En Servicio  |              |
| 062     | M.10114-B.14074-NA.12062-B.14075-M.10113 | En Servicio  |              |
| 063     | M.10116-B.14078-NA.12063-B.14077-M.10115 | En Servicio  |              |
| 064     | M.10118-B.14154-NA.12064-B.14035-M.10117 | En Servicio  |              |
| 065     | M.10120-B.14086-NA.12065-B.14087-M.10119 | En Servicio  |              |
| 066     | M.10122-B.14088-NA.12066-B.14089-M.10121 | En Servicio  |              |
| 067     | M.10124-B.14096-NA.12067-B.14097-M.10123 | En Servicio  |              |
| 068     | M.10126-B.14101-NA.12068-B.14102-M.10125 | En Servicio  |              |
| 069     | M.10128-B.14098-NA.12069-B.14099-M.10127 | En Servicio  |              |
| 070     | M.10130-B.14100-NA.12070-B.14104-M.10129 | En Servicio  |              |
| 071     | M.10132-B.14146-NA.12071-B.14145-M.10131 | En Servicio  |              |
| 072     | M.10134-B.14016-NA.12072-B.14015-M.10133 | En Servicio  |              |
| 073     | S.9096-N.11028-NA.12073-N.11096-S.9094   | Dado de Baja |              |
| 074     | S.9056-N.11053-NA.12074-N.11055-S.9038   | Dado de Baja |              |
| 075     | S.9044-N.11046-NA.12075-N.11012-S.9162   | Dado de Baja |              |
| 076     | S.9012-N.11039-NA.12076-N.11044-S.9111   | Dado de Baja |              |
| 077     | S.9030-N.11201-NA.12077-N.11195-S.9156   | Dado de Baja |              |
| 078     | S.9115-N.11038-NA.12078-N.11017-S.9117   | Dado de Baja |              |
| 2 079   | S.9101-N.11173-NA.12079-N.11147-S.9073   | En Servicio  |              |
| 2 080   | S.9146-N.11054-NA.12080-N.11165-S.9085   | En Servicio  |              |
| 081     | S.9143-N.11019-NA.12081-N.11033-S.9144   | Dado de Baja |              |
| 082     | S.9110-N.11199-NA.12082-N.11059-S.9131   | En Servicio  |              |
| G083    | S.9036-N.11021-NA.12083-N.11042-S.9088   | Dado de Baja |              |
| 084     | S.9141-N.11181-NA.12084-N.11177-S.9102   | En Servicio  |              |
| 085     | S.9050-N.11093-NA.12085-N.11123-S.9093   | Dado de Baja |              |
| 2 086   | S.9123-N.11203-NA.12086-N.11230-S.9157   | En Servicio  |              |
| 2 087   | S.9147-N.11157-NA.12087-N.11161-S.9105   | En Servicio  |              |
| 2 088   | S.9016-N.11220-NA.12088-N.11232-S.9015   | Dado de Baja |              |
| 089     | S.9122-N.11016-NA.12089-N.11041-S.9134   | Dado de Baja |              |
| 090     | S.9127-N.11022-NA.12090-N.11109-S.9128   | Dado de Baja |              |
| 2 091   | S.9116-N.11207-NA.12091-N.11209-S.9086   | En Servicio  |              |
| 092     | S.9158-N.11175-NA.12092-N.11187-S.9017   | En Servicio  |              |
| 093     | S.9106-N.11129-NA.12093-N.11124-S.9055   | Dado de Baja |              |
| 094     | S.9082-N.11106-NA.12094-N.11128-S.9167   | Dado de Baja |              |
| 095     | S.9025-N.11101-NA.12095-N.11103-S.9125   | Dado de Baja |              |
| 096     | S.9166-N.11211-NA.12096-N.11139-S.9087   | En Servicio  |              |
| 097     | S.9031-N.11100-NA.12097-N.11095-S.9037   | Dado de Baja |              |
| G098    | S.9066-N.11034-NA.12098-N.11114-S.9032   | Dado de Baja |              |
| 099     | S.9160-N.11040-NA.12099-N.11118-S.9026   | Dado de Baja |              |
| 100     | S.9049-N.11043-NA.12100-N.11117-S.9133   | Dado de Baja |              |
| 101     | S.9039-N.11087-NA.12101-N.11193-S.9022   | En Servicio  |              |
| 102     | S.9013-N.11102-NA.12102-N.11104-S.9052   | Dado de Baja |              |
| 103     | S.9023-N.11113-NA.12103-N.11048-S.9080   | Dado de Baja |              |
| 2 104   | S.9083-N.11149-NA.12104-N.11151-S.9107   | En Servicio  |              |
| 105     | S.9138-N.11032-NA.12105-N.11026-S.9163   | Dado de Baja |              |
| G106    | S.9098-N.11110-NA.12106-N.11119-S.9069   | Dado de Baja |              |
| 2 107   | S.9129-N.11167-NA.12107-N.11189-S.9046   | En Servicio  |              |
| 2 108   | S.9132-N.11217-NA.12108-N.11219-S.9151   | En Servicio  |              |
| G109    | S.9089-N.11208-NA.12109-N.11227-S.9090   | En Servicio  |              |
| 2 110   | S.9060-N.11205-NA.12110-N.11233-S.9059   | En Servicio  |              |
| 2 111   | S.9136-N.11169-NA.12111-N.11179-S.9042   | En Servicio  |              |
| 112     | S.9024-N.11185-NA.12112-N.11135-S.9058   | En Servicio  |              |
| G113    | S.9164-N.11191-NA.12113-N.11215-S.9165   | En Servicio  |              |
| G114    | S.9019-N.11065-NA.12114-N.11231-S.9061   | En Servicio  |              |
| 115     | S.9078-N.11061-NA.12115-N.11073-S.9071   | En Servicio  |              |
| G116    | S.9014-N.11001-NA.12116-N.11116-S.9067   | Dado de Baja |              |
| G117    | S.9064-N.11002-NA.12117-N.11125-S.9161   | Dado de Baja |              |
| 118     | S.9047-N.11120-NA.12118-N.11098-S.9048   | Dado de Baja |              |
| 119     | M.10226-N.11226-NA.12119-N.11225-M.10225 | Dado de Baja |              |
| G120    | S.9065-N.11105-NA.12120-N.11099-S.9137   | Dado de Baja |              |
| 121     | S.9028-N.11047-NA.12121-N.11130-S.9153   | Dado de Baja |              |
| 122     | S.9081-N.11057-NA.12122-N.11077-S.9155   | Dado de Baja |              |
| 123     | S.9027-N.11045-NA.12123-N.11036-S.9139   | Dado de Baja |              |
| 124     | S.9062-N.11083-NA.12124-N.11085-S.9072   | En Servicio  |              |
| 125     | S.9033-N.11071-NA.12125-N.11223-S.9034   | En Servicio  |              |
| 2 126   | S.9045-N.11086-NA.12126-N.11229-S.9054   | En Servicio  |              |
| 127     | S.9084-N.11094-NA.12127-N.11011-S.9104   | Dado de Baja |              |
| 2 128   | S.9167-N.11159-NA.12128-N.11234-S.9130   | Dado de Baja |              |
| 129     | S.9135-N.11035-NA.12129-N.11049-S.9040   | En Servicio  |              |
| 130     | S.9097-N.11024-NA.12130-N.11050-S.9079   | En Servicio  |              |
| 131     | S.9159-N.11107-NA.12131-N.11126-S.9130   | En Servicio  |              |
| 132     | S.9011-N.11108-NA.12132-N.11097-S.9126   | En Servicio  |              |
| 212     | S.9074-N.11213-NA.11212-N.11228-S.9041   | En Servicio  |              |
| 3 011   | M.10052-N.11052-A.13011-B.14018-M.10051  | En Servicio  |              |
| 3 012   | M.10053-N.11155-A.13012-B.14033-M.10083  | En Servicio  |              |
| 3 013   | M.10088-N.11081-A.13013-B.14019-M.10087  | Dado de Baja |              |
| 3 014   | M.10064-N.11058-A.13014-B.14024-M.10070  | En Servicio  |              |
| 3 015   | M.10067-N.11060-A.13015-B.14022-M.10068  | En Servicio  |              |
| 3 016G  | M.10061-N.11062-A.13016-B.14094-M.10062  | En Servicio  |              |
| 3 017   | M.11058-N.10064-A.13017-B.14124-M.10063  | En Servicio  |              |
| 3 018   | M.10066-N.11066-A.13018-B.14025-M.10065  | En Servicio  |              |
| 3 019   | M.10059-N.11068-A.13019- B.14137-M.10060 | En Servicio  |              |
| 3 020G  | M.10072-N.11070-A.13020- B.14056-M.10069 | En Servicio  |              |
| 3 021G  | M.10064-N.11072-A.13021-B.14067-M.10071  | En Servicio  |              |
| 3 022G  | M.10074-N.11074-A.13022-B.14066-M.10073  | En Servicio  |              |
| 3 023   | M.10191-N.11192-A.13023-B.14116-M.10192  | En Servicio  |              |
| 3 024G  | M.10078-N.11078-A.13024-B.14069-M.10077  | En Servicio  |              |
| 3 025   | M.10080-N.11080-A.13025-B.14073-M.10079  | En Servicio  |              |
| 3 026   | M.10081-N.11051-A.13026-B.14072-M.10082  | En Servicio  | USFRT        |
| 3 027G  | M.10086-N.11221-A.13027-B.14068-M.10085  | En Servicio  |              |
| 3 028   | M.10075-N.11084-A.13028-B.14119-M.10057  | En Servicio  |              |
| 3 029   | M.10170-N.11056-A.13029-B.14057-M.10169  | En Servicio  |              |
| 3 030   | M.10090-N.11090-A.13030-B.14125-M.10089  | En Servicio  |              |
| 3 031   | M.10136-N.11136-A.13031-B.14126-M.10135  | En Servicio  |              |
| 3 032   | M.10138-N.11138-A.13032-B.14129-M.10137  | En Servicio  |              |
| 3 033   | M.10140-N.11140-A.13033-B.14058-M.10139  | En Servicio  | USFRT        |
| 3 034   | M.10142-N.11142-A.13034-B.14131-M.10141  | En Servicio  |              |
| 3 035   | M.10144-N.11144-A.13035-B.14132-M.10143  | En Servicio  |              |
| 3 036   | M.10164-N.11164-A.13036-B.14040-M.10187  | En Servicio  |              |
| 3 037   | M.10148-N.11148-A.13037-B.14041-M.10147  | En Servicio  |              |
| 3 038   | M.10150-N.11150-A.13038-B.14122-M.10149  | En Servicio  |              |
| 3 039   | M.10152-N.11166-A.13039-B.14134-M.10151  | En Servicio  |              |
| 3 040   | M.10154-N.11154-A.13040-B.14150-M.10153  | En Servicio  |              |
| 3 041   | M.10156-N.11156-A.13041-B.14149-M.10155  | En Servicio  |              |
| 3 042   | M.10158-N.11158-A.13042-B.14029-M.10157  | En Servicio  |              |
| 3 043   | M.10160-N.11160-A.13043-B.14076-M.10159  | En Servicio  |              |
| 3 044   | M.10162-N.11162-A.13044-B.14138-M.10161  | En Servicio  |              |
| 3 045   | M.10146-N.11146-A.13045-B.14084-M.10145  | En Servicio  |              |
| 3 046   | M.10168-N.11168-A.13046-B.14141-M.10167  | En Servicio  |              |
| 3 047   | M.10166-N.11152-A.13047-B.14147-M.10165  | En Servicio  |              |
| 3 048   | M.10055-N.11170-A.13048-B.14123-M.10056  | En Servicio  |              |
| 3 049   | M.10172-N.11172-A.13049-B.14027-M.10171  | En Servicio  |              |
| 3 050   | M.10174-N.11197-A.13050-B.14095-M.10173  | En Servicio  |              |
| 3 051   | M.10202-N.11190-A.13051-B.14130-M.10175  | En Servicio  |              |
| 3 052   | M.10178-N.11178-A.13052-B.14077-M.10177  | En Servicio  |              |
| 3 053   | M.10180-N.11180-A.13053-B.14129-M.10179  | En Servicio  |              |
| 3 054   | M.10182-N.11182-A.13054-B.14121-M.10181  | En Servicio  |              |
| 3 055   | M.10199-N.11184-A.13055-B.14085-M.10183  | En Servicio  |              |
| 3 056G  | M.10186-N.11186-A.13056-B.14055-M.10185  | En Servicio  | USFRT        |
| 3 057G  | M.10163-N.11188-A.13057-B.14052-M.10188  | En Servicio  |              |
| 3 058G  | M.10189-N.11176-A.13058-B.14065-M.10176  | En Servicio  |              |
| 3 059G  | M.10084-N.11076-A.13059-B.14053-M.10076  | En Servicio  |              |
| 3 060   | M.10194-N.11194-A.13060-B.14001-M.10193  | Dado de Baja |              |
| 3 062   | M.10198-N.11198-A.13062-B.14028-M.10197  | En Servicio  |              |
| G 3 063 | M.10184-N.11200-A.13063-B.14064-M.10200  | En Servicio  |              |
| 3 064   | M.10190-N.11202-A.13064-B.14080-M.10201  | En Servicio  |              |
| 3 065   | M.10204-N.11204-A.13065-B.14081-M.10224  | En Servicio  |              |
| 3 066   | M.10206-N.11206-A.13066-B.14090-M.10205  | En Servicio  |              |
| 3 068   | M.10222-N.11121-A.13068-B.14158-M.10223  | Dado de Baja |              |
| 3 071   | M.10196-N.11196-A.13071-B.14148-M.10195  | En Servicio  |              |
| 3 072   | M.10227-N.11218-A.13072-B.14002-M.10221  | En Servicio  | Dado de Baja |
| 13073   | M.10006-N.11006-A.13073-B.14159-M.10005  | En Servicio  | Dado de Baja |
| 023     | M.10216-B.14023-M.10215                  | En Servicio  |              |
| 046G    | M.10212-B.14046-M.10211                  | En Servicio  |              |
| 091     | M.10210-B.14091-M.10209                  | En Servicio  |              |
| 092G    | M.10214-B.14092-M.10213                  | En Servicio  |              |
| 093G    | M.10218-B.14093-M.10217                  | En Servicio  |              |
| 142     | M.10208-B.14142-M.10207                  | En Servicio  |              |

#### MF 67 E
Esta serie de 56 trenes y dos motores de reserva (M.10413 y M.10414) se entrega desde 1975 a 1976. A diferencia de otras MF 67 la serie inaugura la nueva librea azul real, apareció en 1974 con la llegada de los trenes MP 73, que más tarde se utilizó en la serie final de MF 67, MF 67 F.
La rueda de repuesto se desplegó posteriormente en los trenes 349, respectivamente (reemplazando el coche M.10397 apagado en 2000) y 305 (reemplazando el coche M.10310 que era motorizado y pasa a ser S.9167).
Primera parte originalmente presente en la línea 13 hasta 1978 y en la línea 8 hasta 1980, fueron trasladados posteriormente en las líneas 2 y 7 bis, debido a la aparición de la nueva serie de trenes MF 77 en sus líneas originales, el primero que se entregó en 1978. Sin embargo, la línea 8 que suministra de forma paralela a estos nuevos trenes, MF 67 E desaparece de este último en diciembre de 1982.
Desde 1981, 10 trenes MF 67 E (307, 322, 323, 324, 328, 351, 352, 353, 355 y 356) han estado circulando en la línea 7 bis. Debido a la baja frecuencia de esta línea, este último tuvo la distinción de ser en composición a cuatro coches (en formación IV), los remolques B se almacena como coches de reserva. Estos trenes se componen de la siguiente manera:
| Número | Composición                             |
| ------ | --------------------------------------- |
| 307    | M.10314-N.11307-A.13307-B.14307-M.10313 |
| 322    | M.10344-N.11322-A.13322-B.14322-M.10343 |
| 323    | M.10346-N.11323-A.13323-B.14323-M.10345 |
| 324    | M.10348-N.11324-A.13324-B.14324-M.10347 |
| 328    | M.10356-N.11328-A.13328-B.14328-M.10355 |
| 351    | M.10402-N.11351-A.13351-B.14351-M.10401 |
| 352    | M.10404-N.11352-A.13352-B.14352-M.10403 |
| 353    | M.10406-N.11304-A.13353-B.14353-M.10405 |
| 355    | M.10410-N.11355-A.13355-B.14355-M.10409 |
| 356    | M.10412-N.11356-A.13356-B.14356-M.10411 |

Desde 1992, aparece el MF 88 y hace que la transferencia de todos los trenes, a excepción de 307 y 328, en la línea 10 hasta 1994. El traslado de este último permite reformar totalmente los últimos trenes MA 51, que desaparecen de esta línea el 15 de junio de 1994.
Desde noviembre de 2008 y hasta septiembre de 2011, el tren MF 67 E, cuya operación se inició en la línea 2 en 1979, se reformó gradualmente de la línea. El primer tren reformado es el N.º 313 y el último es el N.º 318G. Los trenes gordos son los últimos en ser reformado.
Siete trenes MF 67 E (311, 314G, 320G, 331, 340, 341 y 349) había sido trasladado a la unidad especializada en la normativa de formación y de transporte (USFRT), lo que permite la reforma de trenes MF 67 D muy antiguas y nunca se han renovado. Sin embargo, el tren 340 se reformó de forma rápida y tren 320G fue trasladado a la línea 10 en abril de 2013, antes de ser reformado en el siguiente mes de noviembre.
Dos trenes (346 y 347) fueron trasladados en septiembre de 2008 en la línea 10, después de actualizar a cumplir con los estándares de la línea (piloto automático de retirada, etc.). El primero fue renovado internamente mientras que el segundo tuvo su interior original, antes de ser reformado en febrero de 2014. El tren 317G, que fue utilizado previamente el servicio de pasajeros para engrasar las pistas, no ha sido reformada pero en reserva antes de ser transferido a su vez a la línea 10 en diciembre de 2012 para ser definitivamente, finalmente reformado el 5 de junio de 2014.
Cuatro coches (tres motrices y un remolque) fueron tomadas de los trenes 302, 310, 319G y 326 para componer el tren llamado "Convoy de Auteuil" (M.10320-N.11302-B.14326-M.10338) que es un proceso utilizado para llevar armas en el caso del trabajo, haciendo que la última reforma de tractores Sprague T.241 y T.243 que estaban en servicio. Este último ha recibido específica librea marrón/amarillo propio con los trenes de trabajo RATP.
| Número | Composición                             | Estado       | Actividad |
| ------ | --------------------------------------- | ------------ | --------- |
| 301    | M.10302-N.11301-A.13301-B.14301-M.10301 | Dado de Baja |           |
| 302    | M.10304-N.11302-A.13302-B.14302-M.10303 | Dado de Baja |           |
| 303    | M.10306-N.11303-A.13303-B.14303-M.10305 | Dado de Baja |           |
| 304    | M.10308-N.11353-A.13304-B.14304-M.10307 | Dado de Baja |           |
| 305    | M.10414-N.11305-A.13305-B.14305-M.10309 | Dado de Baja |           |
| 306    | M.10312-N.11306-A.13306-B.14306-M.10311 | Dado de Baja |           |
| 307    | M.10314-N.11307-A.13307-B.14307-M.10313 | Dado de Baja |           |
| 308    | M.10316-N.11308-A.13308-B.14308-M.10315 | Dado de Baja |           |
| 309    | M.10318-N.11309-A.13309-B.14309-M.10317 | Dado de Baja |           |
| 310    | -N.11310-A.13310-B.14310-M.10319        | Dado de Baja |           |
| 311    | M.10322-N.11311-A.13311-B.14340-M.10321 | Dado de Baja |           |
| 312    | M.10324-N.11312-A.13312-B.14312-M.10323 | Dado de Baja |           |
| 313    | M.10326-N.11313-A.13313-B.14313-M.10325 | Dado de Baja |           |
| 314G   | M.10328-N.11335-A.13314-B.14314-M.10327 | Dado de Baja |           |
| 315G   | M.10330-N.11315-A.13315-B.14315-M.10329 | Dado de Baja |           |
| 316G   | M.10332-N.11316-A.13316-B.14316-M.10331 | Dado de Baja |           |
| 317G   | M.10334-N.11317-A.13317-B.14317-M.10333 | Dado de Baja |           |
| 318G   | M.10336-N.11318-A.13318-B.14318-M.10335 | Dado de Baja |           |
| 319G   | -N.11319-A.13319-B.14319-M.10337        | Dado de Baja |           |
| 320G   | M.10340-N.11320-A.13320-B.14320-M.10339 | Dado de Baja |           |
| 321G   | M.10342-N.11321-A.13321-B.14321-M.10341 | Dado de Baja |           |
| 322    | M.10344-N.11322-A.13322-B.14322-M.10343 | Dado de Baja |           |
| G323   | M.10346-N.11323-A.13323-B.14323-M.10345 | Dado de Baja |           |
| 324    | M.10348-N.11324-A.13324-B.14324-M.10347 | Dado de Baja |           |
| 325    | M.10350-N.11325-A.13325-B.14325-M.10349 | Dado de Baja |           |
| 326    | M.10352-N.11326-A.13326-M.10351         | Dado de Baja |           |
| 327    | M.10354-N.11327-A.13327-B.14327-M.10353 | Dado de Baja |           |
| 328    | M.10356-N.11328-A.13328-B.14328-M.10355 | Dado de Baja |           |
| 329    | M.10358-N.11329-A.13329-B.14329-M.10357 | Dado de Baja |           |
| 330    | M.10360-N.11330-A.13330-B.14330-M.10359 | Dado de Baja |           |
| 331    | M.10362-N.11331-A.13331-B.14331-M.10361 | Dado de Baja |           |
| 332    | M.10364-N.11332-A.13332-B.14332-M.10363 | Dado de Baja |           |
| 333    | M.10366-N.11333-A.13333-B.14333-M.10365 | Dado de Baja |           |
| 334    | M.10368-N.11334-A.13334-B.14334-M.10367 | Dado de Baja |           |
| 335    | M.10370-N.11314-A.13335-B.14335-M.10369 | Dado de Baja |           |
| 336    | M.10372-N.11336-A.13336-B.14336-M.10371 | Dado de Baja |           |
| 337    | M.10374-N.11337-A.13337-B.14337-M.10373 | Dado de Baja |           |
| 338    | M.10376-N.11338-A.13338-B.14338-M.10375 | Dado de Baja |           |
| 339    | M.10378-N.11339-A.13339-B.14339-M.10377 | Dado de Baja |           |
| 340    | M.10380-N.11340-A.13340-B.14311-M.10379 | Dado de Baja |           |
| 341    | M.10382-N.11341-A.13341-B.14341-M.10381 | Dado de Baja |           |
| 342    | M.10384-N.11342-A.13342-B.14342-M.10383 | Dado de Baja |           |
| 343    | M.10386-N.11347-A.13343-B.14343-M.10385 | Dado de Baja |           |
| 344    | M.10388-N.11344-A.13344-B.14344-M.10387 | Dado de Baja |           |
| 345    | M.10390-N.11345-A.13345-B.14345-M.10389 | Dado de Baja |           |
| 346    | M.10392-N.11346-A.13346-B.14346-M.10391 | Dado de Baja |           |
| 347    | M.10394-N.11343-A.13347-B.14347-M.10393 | Dado de Baja |           |
| 348    | M.10396-N.11348-A.13348-B.14348-M.10395 | Dado de Baja |           |
| 349    | M.10413-N.11349-A.13349-B.14349-M.10398 | Dado de Baja |           |
| 350    | M.10400-N.11350-A.13350-B.14350-M.10399 | Dado de Baja |           |
| 351    | M.10402-N.11351-A.13351-B.14351-M.10401 | Dado de Baja |           |
| 352    | M.10404-N.11352-A.13352-B.14352-M.10403 | Dado de Baja |           |
| 353G   | M.10406-N.11304-A.13353-B.14353-M.10405 | Dado de Baja |           |
| 354    | M.10408-N.11354-A.13354-B.14354-M.10407 | Dado de Baja |           |
| 355    | M.10410-N.11355-A.13355-B.14355-M.10409 | Dado de Baja |           |
| 356    | M.10412-N.11356-A.13356-B.14356-M.10411 | Dado de Baja |           |

#### MF 67 F
Las primeras reformas se iniciaron con la exclusión de los trenes 532 y 535 en junio de 2011. Se continuó progresivamente a medida que y cuando la recepción de nuevos trenes MF 01 para la línea 5. Algunos coches que regresaban de trenes reformados se han colocado en otros trenes, para enviar sus productos de desecho más cansado, en espera de su próxima reforma. El tren 510G se reformó en mayo de 2009 después de un accidente que sufrió en las vías de los talleres de Bobigny. El último tren ha proporcionado un servicio comercial es el tren 511G el 14 de julio de 2013, que hizo su último viaje desde Bobigny - Pablo Picasso a 8 h 31. Ahora utiliza la RATP, como el tren 513G, para el Graissage des voies.
| Número | Composición                             | Estado       | Actividad |
| ------ | --------------------------------------- | ------------ | --------- |
| 501    | M.10502-N.11501-A.13501-B.14501-M.10501 | Dado de Baja |           |
| 502G   | M.10504-N.11502-A.13502-B.14502-M.10503 | Dado de Baja |           |
| 503    | M.10506-N.11503-A.13503-B.14503-M.10505 | Dado de Baja |           |
| 504G   | M.10508-N.11504-A.13504-B.14515-M.10507 | Dado de Baja |           |
| 505G   | M.10564-N.11532-A.13505-B.14505-M.10563 | Dado de Baja |           |
| 506    | M.10512-N.11506-A.13506-B.14506-M.10511 | Dado de Baja |           |
| 507    | M.10514-N.11507-A.13507-B.14507-M.10513 | Dado de Baja |           |
| 508    | M.10516-N.11523-A.13508-B.14508-M.10515 | Dado de Baja |           |
| 509    | M.10518-N.11509-A.13509-B.14509-M.10517 | Dado de Baja |           |
| 510G   | M.10520-N.11510-A.13510-B.14510-M.10519 | Dado de Baja |           |
| 511G   | M.10522-N.11511-A.13511-B.14511-M.10521 | Dado de Baja |           |
| 512G   | M.10524-N.11512-A.13512-B.14512-M.10523 | Dado de Baja |           |
| 513G   | M.10526-N.11513-A.13513-B.14513-M.10525 | Dado de Baja |           |
| 514G   | M.10528-N.11514-A.13514-B.14514-M.10527 | Dado de Baja |           |
| 515G   | M.10603-N.11515-A.13515-B.14504-M.10529 | Dado de Baja |           |
| 516G   | M.10532-N.11518-A.13516-B.14516-M.10531 | Dado de Baja |           |
| 517    | M.10534-N.11517-A.13517-B.14517-M.10533 | Dado de Baja |           |
| 518    | M.10536-N.11516-A.13518-B.14518-M.10535 | Dado de Baja |           |
| 519    | M.10538-N.11519-A.13519-B.14519-M.10537 | Dado de Baja |           |
| 520    | M.10540-N.11520-A.13520-B.14520-M.10546 | Dado de Baja |           |
| 521    | M.10542-N.11521-A.13521-B.14521-M.10541 | Dado de Baja |           |
| 522    | M.10544-N.11522-A.13522-B.14522-M.10551 | Dado de Baja |           |
| 523    | M.10539-N.11508-A.13523-B.14523-M.10545 | Dado de Baja |           |
| 524    | M.10548-N.11524-A.13524-B.14524-M.10547 | Dado de Baja |           |
| 525    | M.10550-N.11525-A.13525-B.14525-M.10549 | Dado de Baja |           |
| 526    | M.10552-N.11526-A.13526-B.14526-M.10543 | Dado de Baja |           |
| 527    | M.10554-N.11527-A.13527-B.14527-M.10553 | Dado de Baja |           |
| 528    | M.10556-N.11528-A.13528-B.14528-M.10555 | Dado de Baja |           |
| 529    | M.10558-N.11529-A.13529-B.14529-M.10557 | Dado de Baja |           |
| 530    | M.10560-N.11530-A.13530-B.14530-M.10559 | Dado de Baja |           |
| 531    | M.10562-N.11531-A.13531-B.14531-M.10561 | Dado de Baja |           |
| 532    | M.10510-N.11505-A.13532-B.14532-M.10509 | Dado de Baja |           |
| 533    | M.10566-N.11533-A.13533-B.14533-M.10565 | Dado de Baja |           |
| 534    | M.10568-N.11534-A.13534-B.14534-M.10567 | Dado de Baja |           |
| 535    | M.10570-N.11535-A.13535-B.14535-M.10569 | Dado de Baja |           |
| 536    | M.10572-N.11536-A.13536-B.14536-M.10571 | Dado de Baja |           |
| 537    | M.10574-N.11537-A.13537-B.14537-M.10573 | Dado de Baja |           |
| 538    | M.10576-N.11538-A.13538-B.14538-M.10575 | Dado de Baja |           |
| 539    | M.10578-N.11539-A.13539-B.14539-M.10577 | Dado de Baja |           |
| 540    | M.10580-N.11540-A.13540-B.14540-M.10579 | Dado de Baja |           |
| 541    | M.10588-N.11544-A.13541-B.14544-M.10587 | Dado de Baja |           |
| 542    | M.10584-N.11542-A.13542-B.14542-M.10583 | Dado de Baja |           |
| 543    | M.10586-N.11543-A.13543-B.14543-M.10585 | Dado de Baja |           |
| 544    | M.10582-N.11541-A.13544-B.14541-M.10581 | Dado de Baja |           |
| 545    | M.10590-N.11545-A.13545-B.14545-M.10589 | Dado de Baja |           |
| 546    | M.10592-N.11546-A.13546-B.14546-M.10591 | Dado de Baja |           |
| 547    | M.10594-N.11547-A.13547-B.14547-M.10593 | Dado de Baja |           |
| 548    | M.10596-N.11548-A.13548-B.14548-M.10595 | Dado de Baja |           |
| 549    | M.10598-N.11549-A.13549-B.14549-M.10597 | Dado de Baja |           |
| 550    | M.10600-N.11550-A.13550-B.14550-M.10599 | Dado de Baja |           |
| 551    | M.10602-N.11551-A.13551-B.14551-M.10601 | Dado de Baja |           |

## Particularidades de ciertos trenes
- En 1982, un accidente interesado en algunos MF 67 C y D de la línea 5. Al lugar de construcción para la ampliación de la Línea 5 a Bobigny, en la zona de la estación de Église de Pantin la línea 5, la galería está inundado por las fuertes lluvias. Nuevo MF 67 trenes estaban temporalmente inutilizable. Algunos Sprague-Thomson, que entonces eran removidos, fueron puestos en libertad Sevizio precipitadamente. Estos MF 67 F hoy en día tienen una estructura en mal estado, a la semejanza de MF 67 D, pero desde 1993 ya no circulan en la línea 5.

- Una similitud directa del prototipo de CIMTA MF 67 (MF 67 W1), una remolcada (la B.14001) se ajustó a la década de 1970 de una preparación interior para el futuro MF 77. El caso es el mismo si el CIMTA que la unidad A1 C1 solo motor, así como el propio Düwag carritos, demotorizzati.

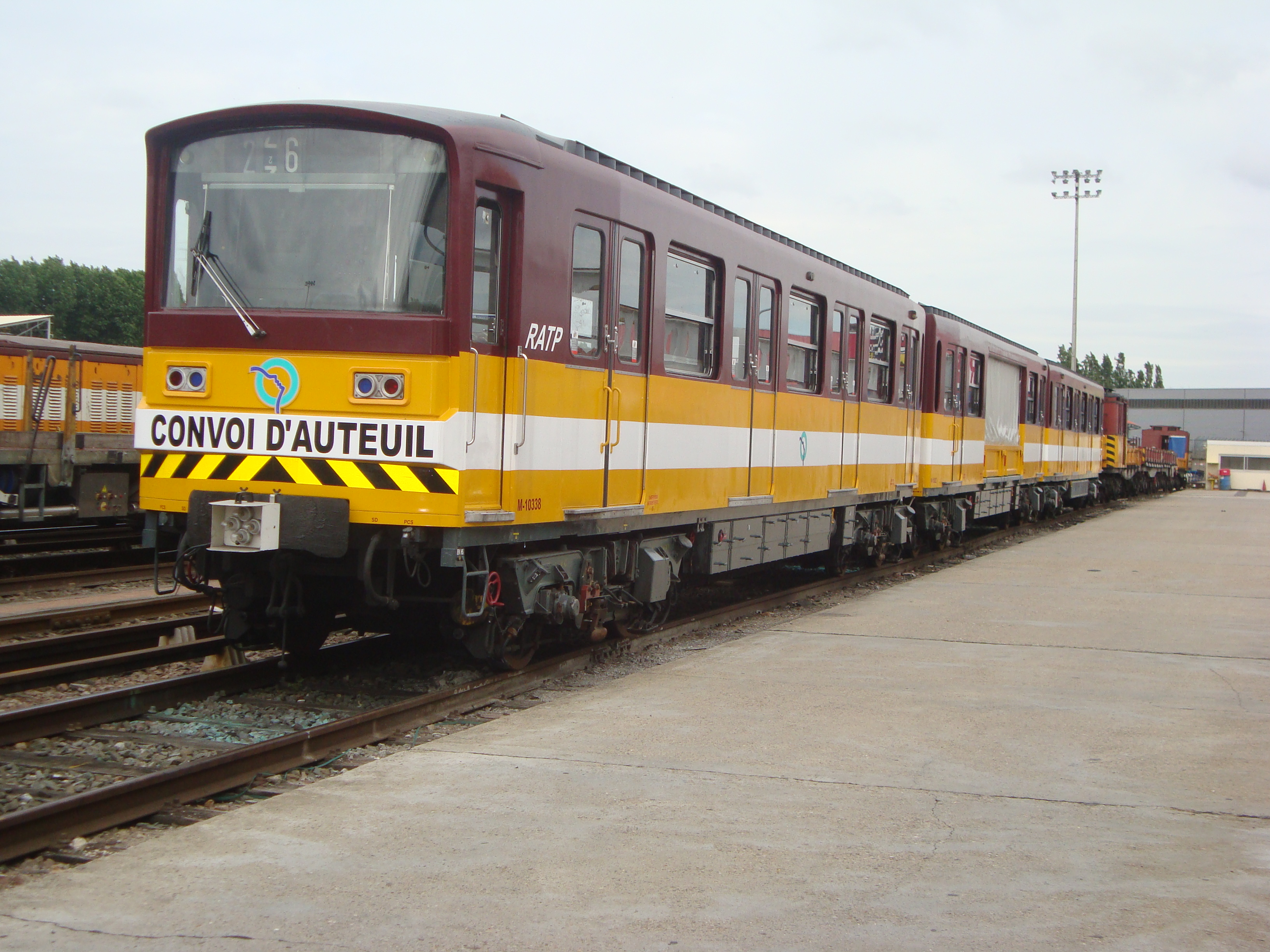
El convoy de Auteuil.

- En la década de 1980, los camiones de doble motor ANF se reunió considerables problemas de corrosión. Ante esto, la RATP encargó nueva carretilla elevadora Creusot-Loire y Alsthom: el CL121. Sin embargo, algunos coches mantenido ANF carros de origen (N.11088, NA.12034 y 35, de las líneas 10 y 12).

- La RATP utiliza un tren especial MF-67, dijo convoy de Auteuil, cuatro carros, como el servicio de trenes de obras y mantenimiento.

## Especificaciones
- Los coches construidos: 1483

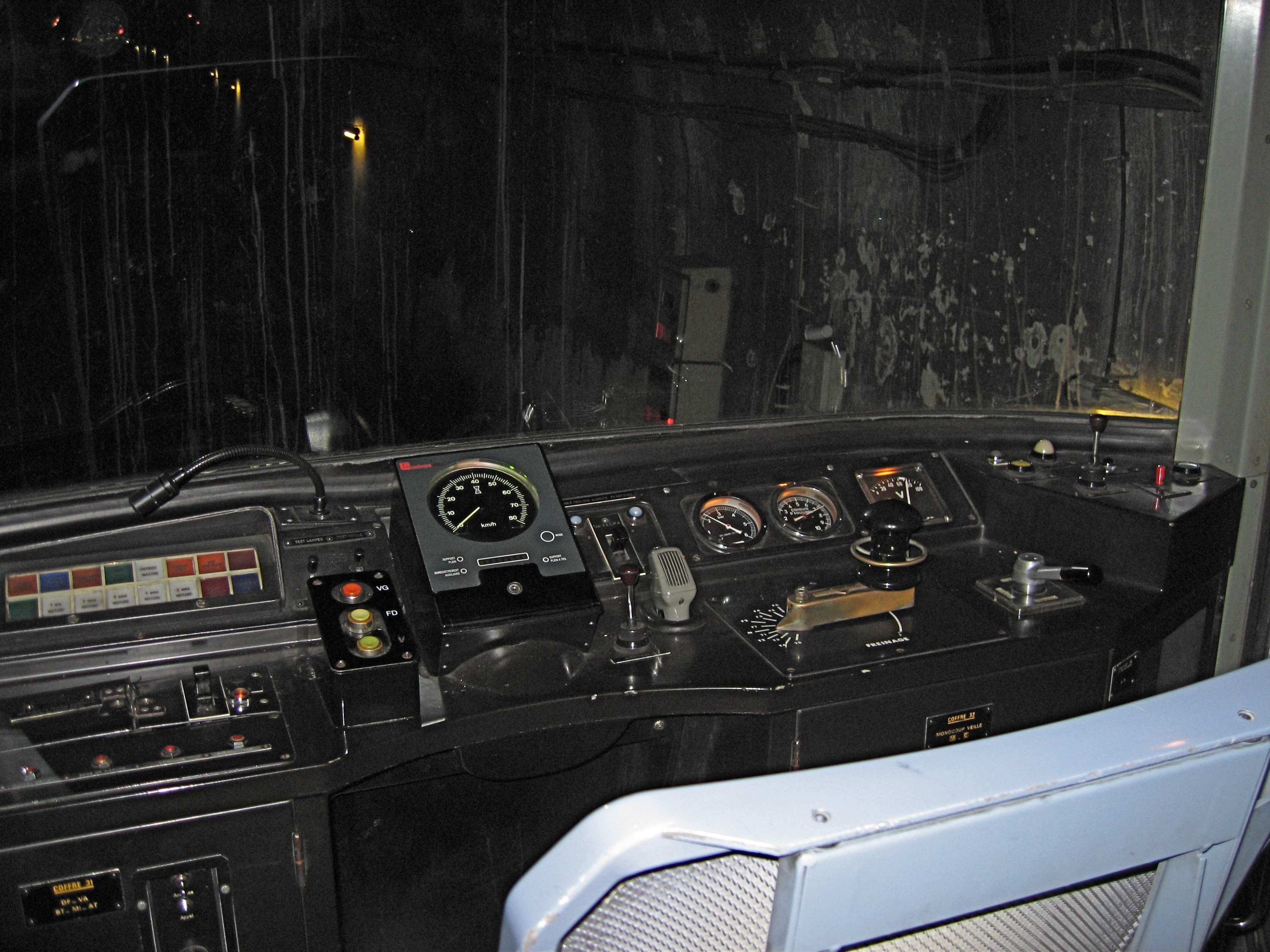
La cabina de un MF 67

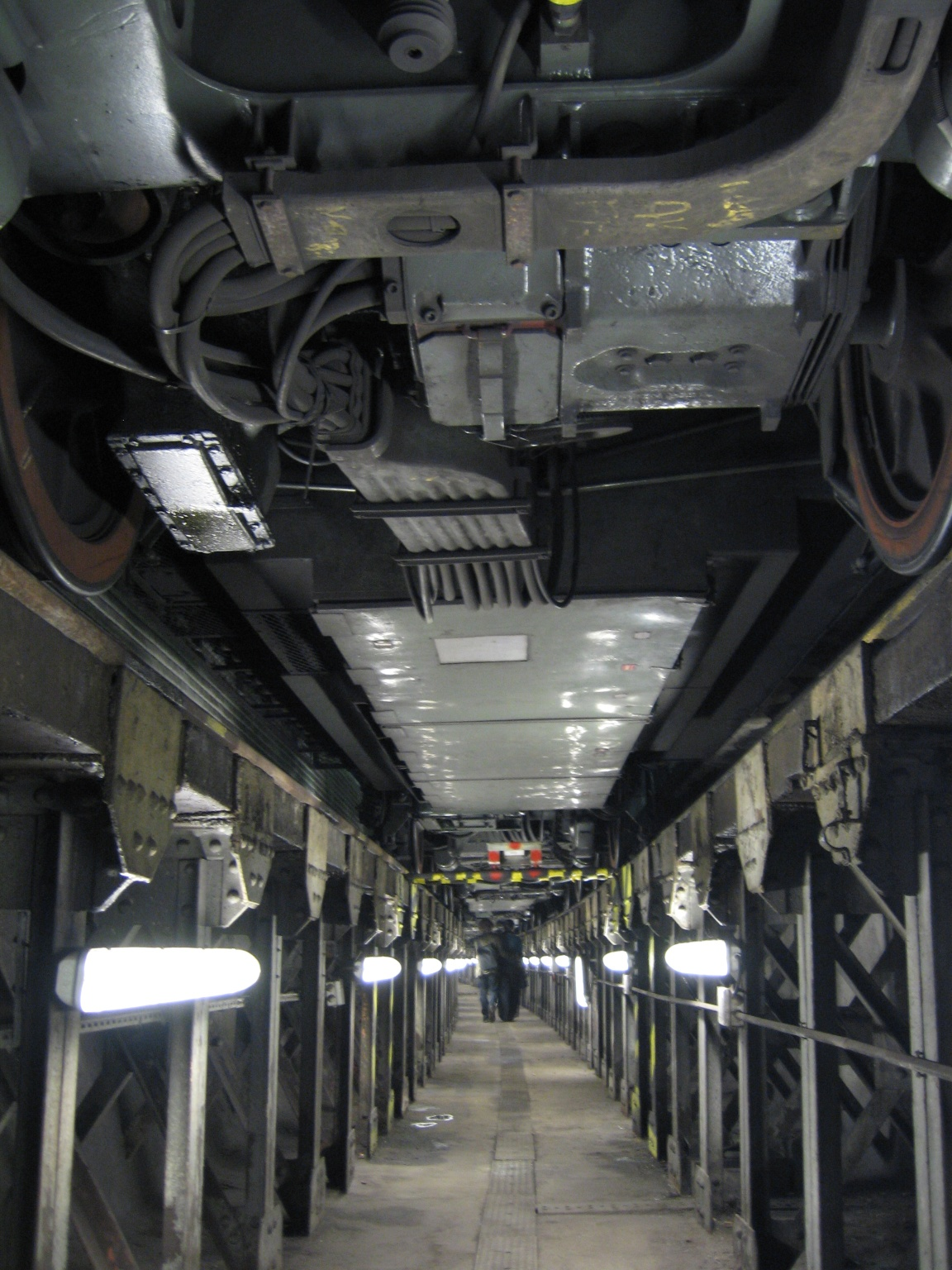
MF 67 en una vista de mantenimiento de la baja

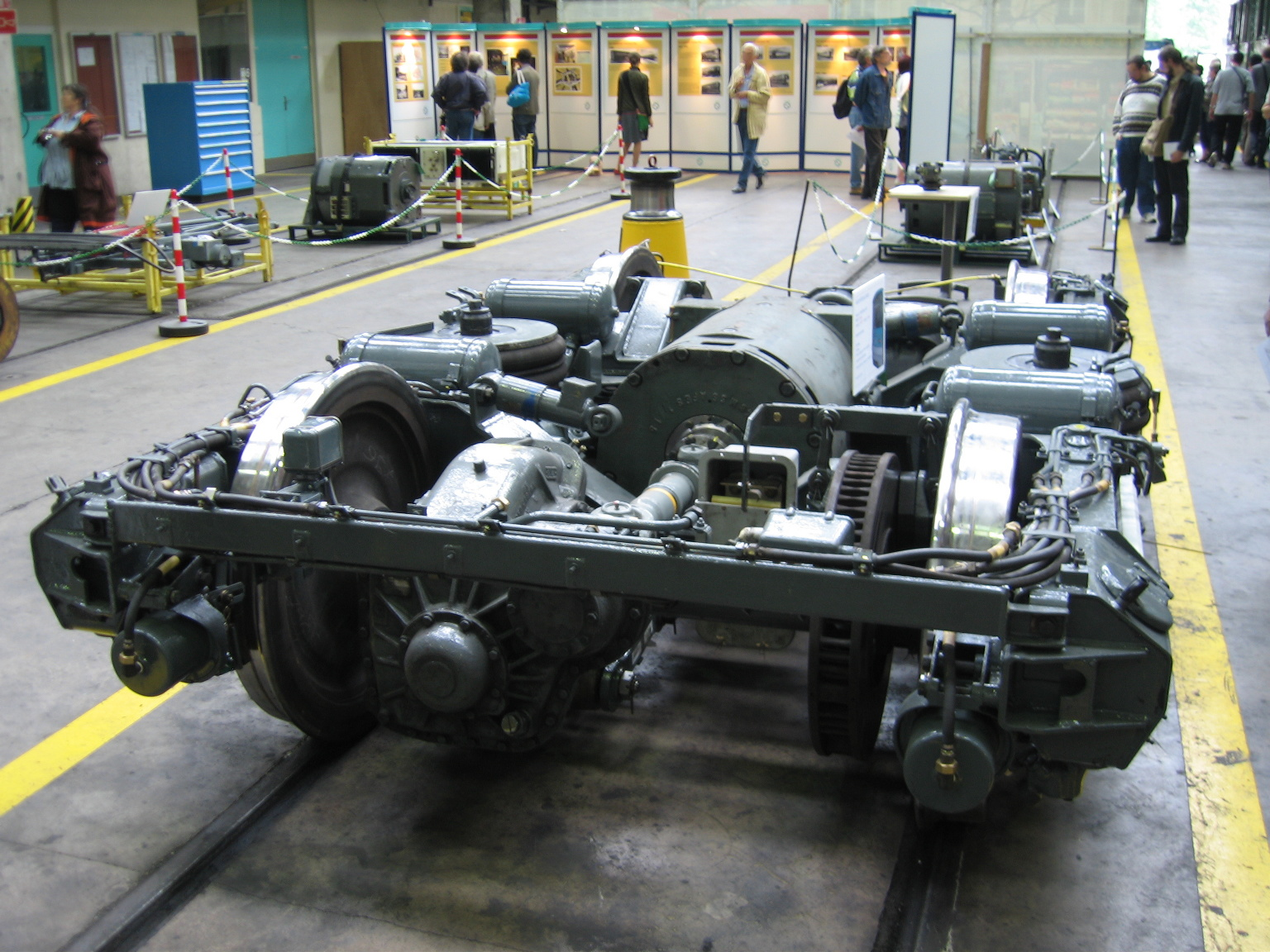
La compra de un MF 67

- Configuración (M: conducción con asiento, N: conducir sin asiento, NA: central de conducción de primera clase, A: remolque central de primera clase, B: remolque semipilota, S: remolque sin el asiento del conductor):
  - 5 coches (M + B + NA + B + M, M + N + A + B + M o S + N + NA + N + S),
  - 4 coches (M + N + A + M) que operan en la línea 7 bis de la llegada de un MF 88
  - 3 coches (M + B + M) en la línea 3 bis
- Altavoces Longitud: 15.145 m (extremo con alimentación) 14.390 m (A, B, N o NA)
- Anchura: 2,40 m
- Peso de la carga del motor único: 26,5 t
- Cuerpo: acero, plástico, fibra de vidrio
- Motor: 1272 kW (12 motores ventilados en ascensor de dos motores) o kW 1080 (motores ventilados en un solo motor camiones)
- Frenos: Freno reostático + freno eléctrico JHR de la Serie E y F
- Carro: dos motores suspendido en la clásica serie E, de un solo motor con suspensión neumática en el F-Series
- Sistema de ventilación mecánica
- El MF 67F: inmovilización del freno en lugar del freno de estacionamiento
- En 1987, MF 67 F recibir nuevas ventanas, similares a los de MF 77, para aprovechar el lavado automático de automóviles.
- Velocidad máxima: 80 kmh
- La velocidad máxima de servicio: 70 kmh

Puertos: 8 para el transporte, cuatro a cada lado, 1300 mm de ancho
- Control de Temperatura Electrónico: no
- Asientos para transporte: 24 (asientos y plegable)
- Capacidad sola cabina: 140 pasajeros